# L'Aquilon (train)
Pour les articles homonymes, voir Aquilon.
L'Aquilon était un train rapide de voyageurs, circulant sur la liaison de Paris-Gare-de-Lyon à Lyon-Perrache (via Dijon). Mis en service le 31 mai 1959, il relie ces deux gares en quatre heures et cinq minutes. Il est tracté par une locomotive de type BB 9200. Son trajet continue jusqu'à Saint-Étienne-Châteaucreux.
| Train no 11 | Gare               | Train no 12 |
| ----------- | ------------------ | ----------- |
| 19:25       | Paris-Gare-de-Lyon | 12:15       |
| 21:54 (a)   | Dijon-Ville        | 09:39 (a)   |
| 21:56 (d)   | Dijon-Ville        | 09:42 (d)   |
| 23:30       | Lyon-Perrache      | 08:05       |

Il a été supprimé le 27 septembre 1981, lors du lancement du TGV Sud-Est.

## Modélisme ferroviaire
Le coffret Mistral de la marque Gégé référence ce train avec les villes desservies Paris - Dijon - Lyon - Saint-Étienne.